# Philodendron missionum
Philodendron missionum, denominada comúnmente güembé (al igual que otras especies), es una especie de arbusto perenne del género Philodendron de la familia de las aráceas, Habita en selvas, humedales, y bosques húmedos del centro-este de América del Sur.

## Distribución y hábitat
Esta especie se distribuye en el centro-este de América del Sur.
Se encuentra en el sudeste del Brasil, en los estados de Santa Catarina y Río Grande del Sur.
En el Paraguay se lo herborizó en el departamento de Amambay.
En la Argentina se distribuye en la mesopotamia, en el extremo nordeste del país, con registros solamente en la provincia de Misiones, en el parque nacional Iguazú.
Vive en el sotobosque de la selva clímax perteneciente a la provincia fitogeográfica paranaense, especialmente en palmitales de Euterpe edulis, trepando en los estípites de estas palmeras, hasta 5 metros altura. También se presenta en la selva ribereña con tacuaruzú.

## Descripción
Es una planta epífita de hojas muy grandes, con haz foliar verde-pálido, pecioladas, con largas raíces adventicias. Flores monoicas en espádices. Espata de color crema, exteriormente verdosas. El fruto es una baya. 

## Usos
Es empleada como planta ornamental.  

## Taxonomía
Esta especie fue descrita originalmente en el año 1925 por el botánico belga Lucien Leon Hauman-Merck, quien desarrolló su carrera profesional en la Argentina.
Etimología
Ver: Philodendron
- Término específico: refiere al territorio de Misiones, de donde proviene el ejemplar tipo.